# Urszula Plewka-Schmidt

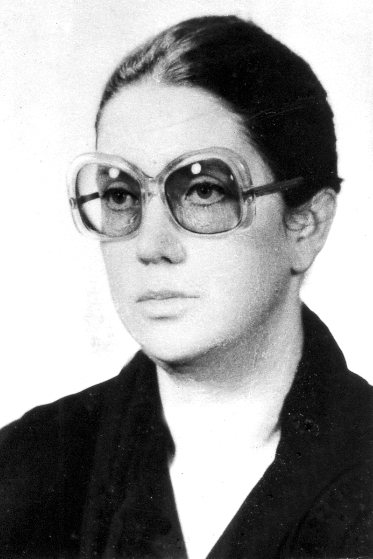
Urszula Plewka-Schmidt

Urszula Plewka-Schmidt (* 29. Dezember 1939 in Smogulecka Wieś, Polen; † 20. Januar 2008 in Pławno, Polen) war eine polnische Künstlerin und Pädagogin. Sie war Vertreterin der neuen Kunstrichtung Polska Szkoła Tkacka (Polnische Textilschule) und Autorin monumentaler Wandkompositionen.

## Leben
Sie war Absolventin der Landwirtschaftlichen Universität zu Poznań (1964) und der Hochschule für Bildende Künste zu Poznań (später Kunstuniversität zu Poznań). Ein Diplom bekam sie 1966 an der Fakultät für Malerei im Atelier von M. Szmańda. Mit dieser Hochschule war sie bis 1992 verbunden.
Ein künstlerisches Debüt erfolgte im Atelier von Magdalena Abakanowicz. Ab 1980 leitete sie das Atelier für Farbenlehre an der Fakultät für Innenarchitektur. 1991 gründete sie die Schola Posnaniensis, die Hochschule für Angewandte Kunst, in der sie bis 2007 Rektorin und Professorin war.

## Werk
Zu Beginn ihrer künstlerischen Karriere in den 1970er Jahren entstanden gewebte Formen und Raumstrukturen, Metallkonstruktionen, die mit handgewebtem Material überzogen waren. In diese Zeit datieren auch die Aktionen, die das Heraustreten des Gewebes aus den Innenräumen widerspiegeln, wie z. B. „Landschaftsaktionen“ („Działania pejzażowe“), die lediglich mit der Photokamera aufgenommen wurden und die Merkmale einer Performance aufwiesen. In der späteren Schaffensperiode kehrt Plewka-Schmidt zu den traditionellen textilen Webtechniken zurück.
Die Teilnahme an der bedeutenden 5. Internationalen Biennale der Textilkunst in Lausanne (5. Biennale Internationale de la Tapisserie, 1971) hat Plewka-Schmidt die Tür zur internationalen Szene geöffnet und somit den Weg zu vielen Ausstellungen gebahnt.
Als ein Durchbruch im kreativen Schaffen von Plewka-Schmidt wird die Präsentation 1979 in Lausanne gesehen, wo während der Internationalen Biennale der Textilkunst zwei monumentale Werke nebeneinander gezeigt wurden: „Madonna aus Krużlowa“ („Madonna z Krużlowej“) und „Marilyn Monroe“ – der Zusammenprall von zwei Schönheitsidealen, von Vergangenheit und Gegenwart, was als ein Beitrag der Künstlerin zur Diskussion der Künstler im 20. Jh. über das gegenseitige Durchdringen unterschiedlicher Kunstbereiche zu interpretieren war.
Das Thema, das sich häufig in den Werken von Plewka-Schmidt wiederholt, ist die Reflexion über die Zeit, das Vergehen der Zeit, den Einfluss der Zeit auf die Menschen und die Interpretation der Tradition der vergangenen Epochen. In ihre Wandkompositionen transponierte die Künstlerin sowohl bekannte Werke der Laienkunst als auch Kultobjekte.

## Werke
Werke von Plewka-Schmidt befinden sich u. a. in den Sammlungen des Kunstgewerbemuseum – Staatlicher Preußischer Kulturbesitz, Berlin, des Paulinerkirche und -kloster Jasna Góra, Tschenstochau, Polen (Projekt mit Włodzimierz Schmidt), des Museums der Anfänge des polnischen Staates, Gniezno, Polen, des Zentralen Textilmuseums, Łódź, Polen, des Nationalmuseum, Poznań, Polen, des Musée cantonal des beaux-arts de Lausanne in der Schweiz, des The Art Institut of Chicago, Chicago, USA, der Vatikanische Museen, Vatikanstadt sowie darüber hinaus in Privatkollektionen und -sammlungen in Deutschland, Frankreich, Israel, Neuseeland, Norwegen, Polen, in der Schweiz und in den USA.

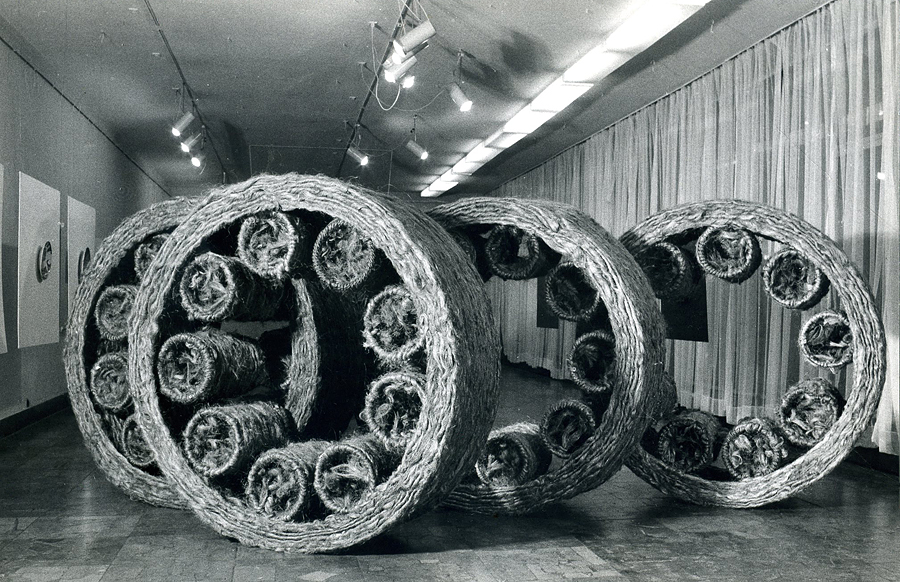
"Der Kreis" – 7. Internationale Biennale der Textilkunst, Lausanne, 1975
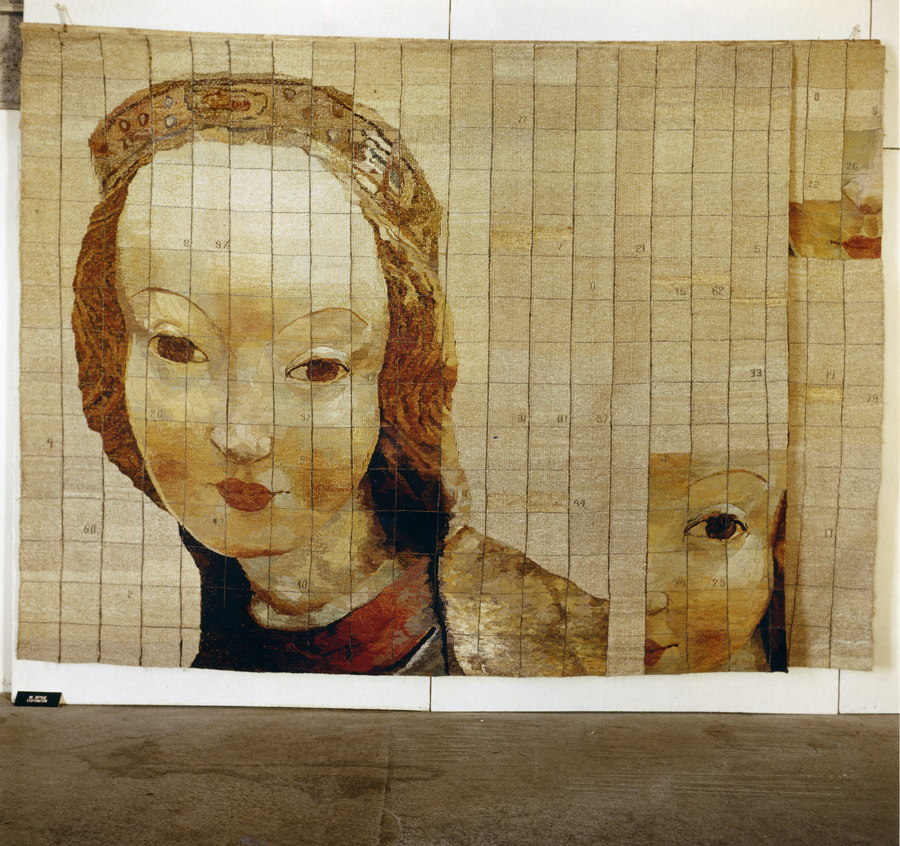
"Schönheitsidealen" 9. Internationale Biennale der Textilkunst, Lausanne, 1979
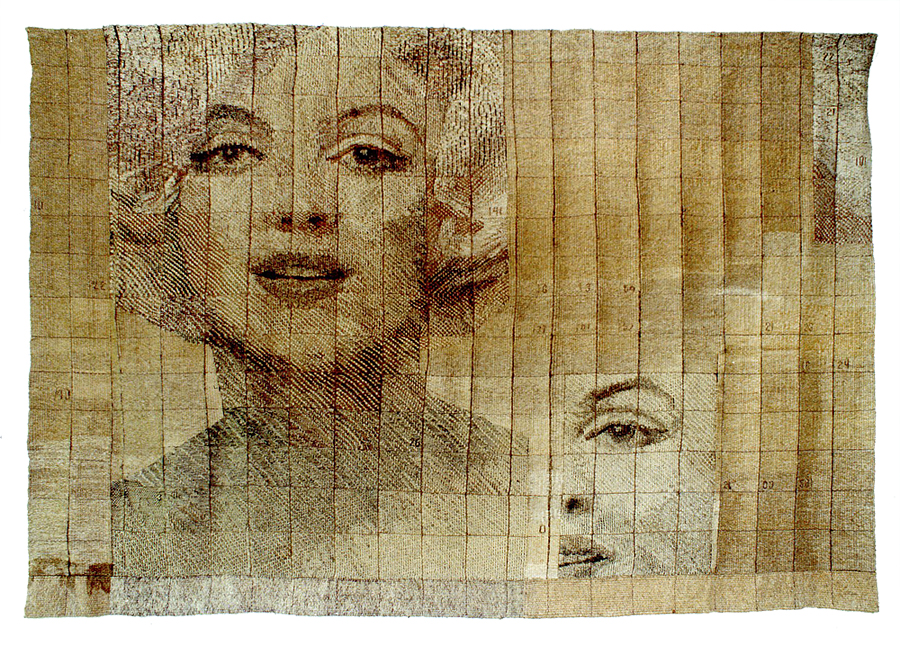
"Schönheitsidealen" 9. Internationale Biennale der Textilkunst, Lausanne, 1979
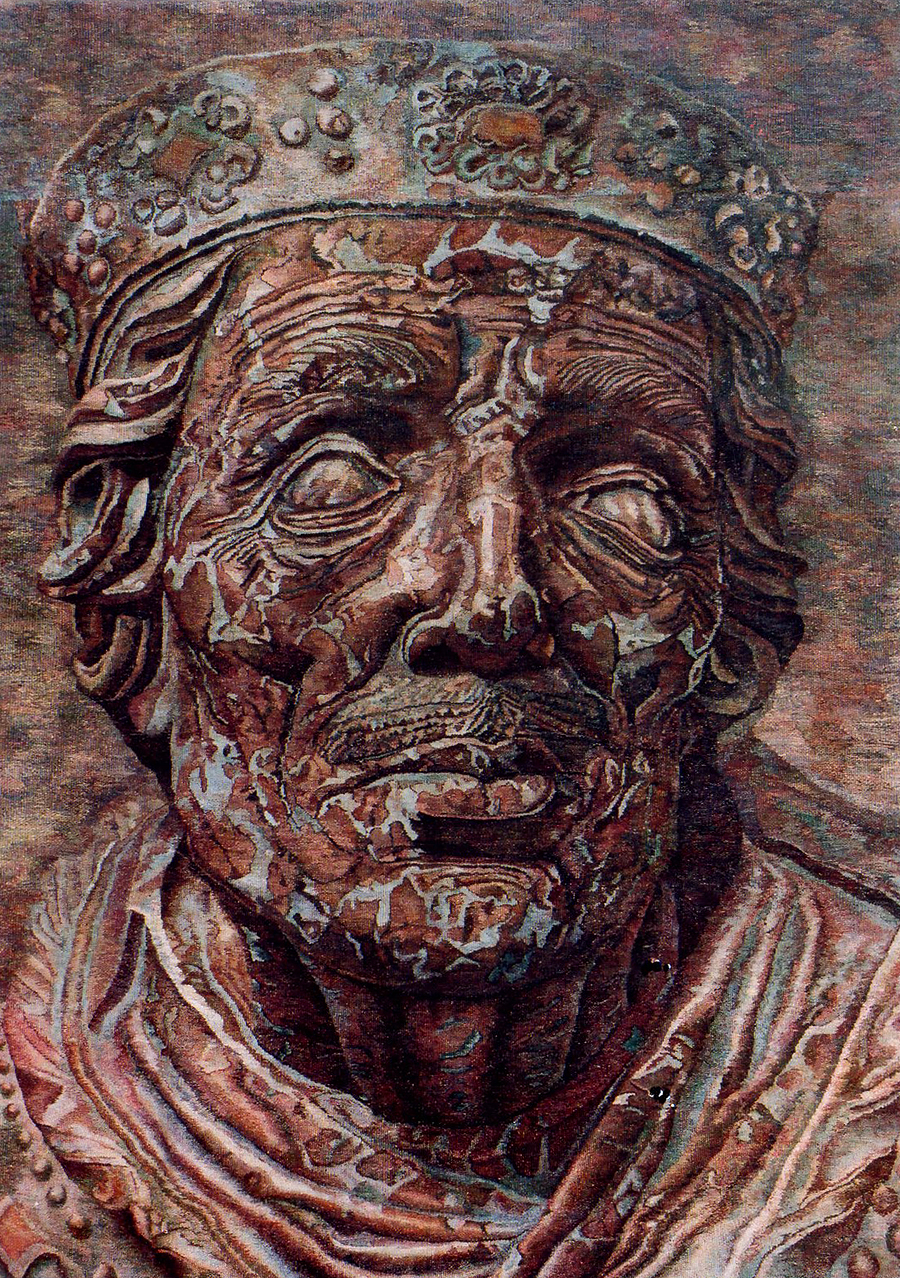
"Zeit des Lebens, Zeit des Sterbens", 1986
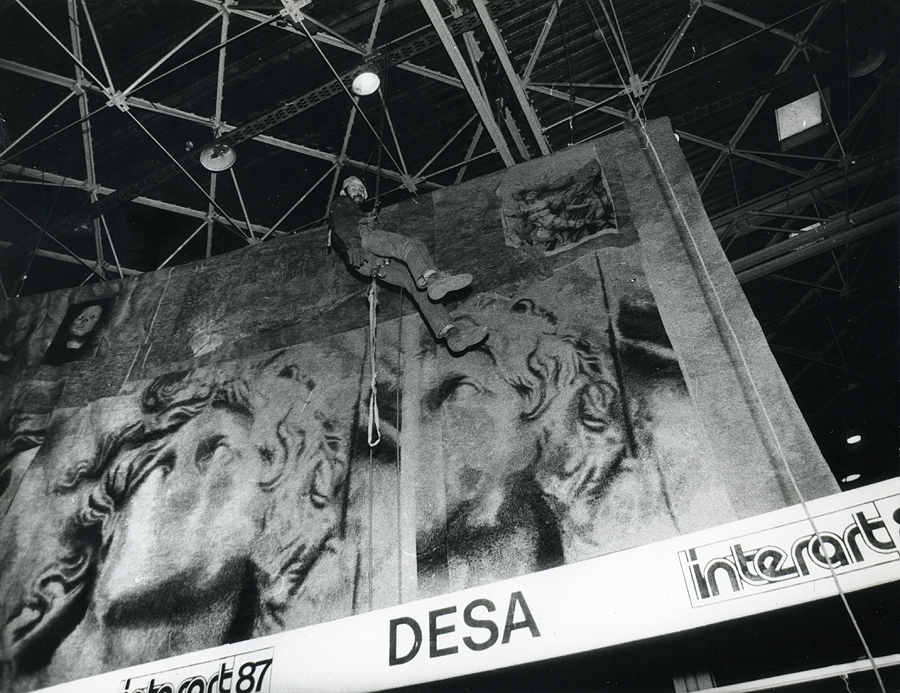
"Die Gärten der Erinnerung", 1987
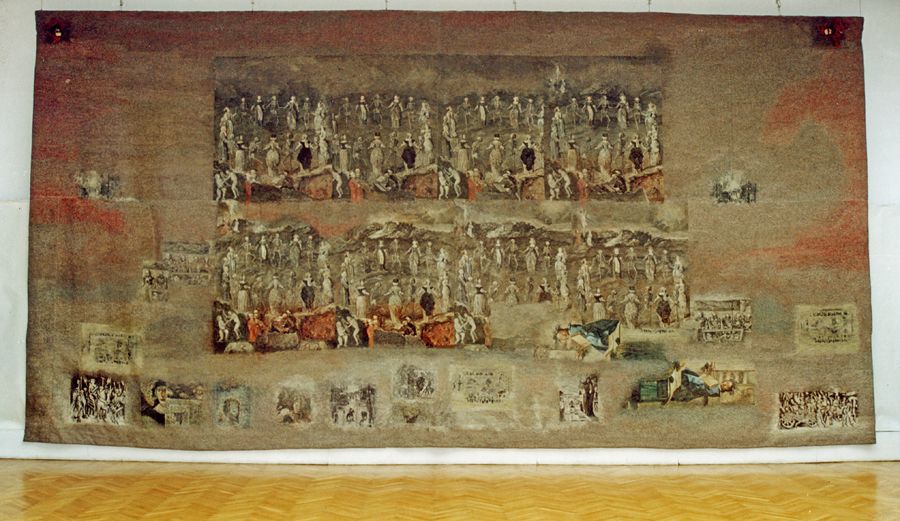
"Das Notizbuch", 2000

## Zyklen
- „Die Reise zu den Quellen der Zeit“ /„Podróż do źródeł czasu“/, 1978
- „Zeit des Lebens, Zeit des Sterbens“ /„Czas życia, czas śmierci“/ 1986
- „Die Gärten der Erinnerung“ /„Ogrody pamięci“/, 1987
- „Dieses 20. Jahrhundert“ /„Ten XX wiek“/, 2001

## Ausstellungen (Auswahl)
- 1971 5. Internationale Biennale de la Tapisserie, Lausanne
- 1972 Das Zentrale Textilmuseum, Łódź „Gewebte Kompositionen“
- 1973 6. Internationale Biennale de la Tapisserie, Lausanne
- 1975 7. Internationale Biennale de la Tapisserie, Lausanne
- 1977 Städtische Ausstellung  Poznań „Gobelinausstellung“*
- 1979 9. Internationale Biennale de la Tapisserie, Lausanne
- 1980 Das Zentrale Textilmuseum, Łódź „Die Reise zu den Quellen der Zeit“ /„Podróż do źródeł czasu“/
- 1980, 1982, 1984 Chateau de Copet, Genf: Einzelausstellungen
- 1981 10. Internationale Biennale de la Tapisserie, Lausanne
- 1985 Nationalphilharmonie, Warschau – Präsentation der Gobelinreihe „Chopin“
- 1987 Jacques Baruch Gallery, Chicago – Einzelausstellung „U.P.-Schmidt tapestry“
- 1988 Interart 88, Poznań – Einzelausstellung – Gobelins und Rauminstallationen
- 1992 Galerie Atena, Warschau, Nowy Świat, Gobelinausstellung (Einzelausstellung  aus der 7. Internationalen Triennale der Textilkunst, Łódź 92)
- 1997 Kunstzentrum – Galeria El, Elbląg, „U.P.-Schmidt;  Monumentales Gewebe“
- 1997 Hertogenbosch, Provinciehuis
- 2000 Städtische Kunstausstellungen, Gorzów Wielkopolski – Einzelausstellung
- 2000 Galerie für Moderne Kunst in Kołobrzeg – Einzelausstellung
- 2001 Zentrales Textilmuseum, Łódź, 10. Internationale Triennale der Textilkunst – Einzelausstellung

## Preise
- Stipendium des Ministeriums für Kultur und Kunst, 1974
- Preis der Wojewodschaft Poznańskie für besondere Leistungen im Bereich der Kulturförderung, 1979
- Heiliger-Bruder-Albert-Chmielowski-Preis für Werke mit sakraler Thematik, 1988
- Kulturpreis der Stadt Poznań, 1989
- Preis des Ministers für Kultur und Kunst für besondere Leistungen im Bereich Didaktik und Erziehung
- Medaille „Ad Perpetuam Rei Memoriam“, Wojewodschaft Poznań, 1996
- Medaille des Zentralen Textilmuseums in Łódź (10. Internationale Triennale der Textilkunst) 2001